# Carex pomiensis
Carex pomiensis är en halvgräsart som beskrevs av Y.C.Yang. Carex pomiensis ingår i släktet starrar, och familjen halvgräs.
Artens utbredningsområde är Tibet. Inga underarter finns listade i Catalogue of Life.